# Otto Eiselin
Otto Eiselin (* 19. Dezember 1896 in Karlsruhe; † 20. April 1962 in Heidelberg) war ein deutscher Bauingenieur und Hochschullehrer.

## Leben
Eiselin studierte ab 1916 Bauingenieurwesen an der Technischen Hochschule Karlsruhe und erlangte 1920 den akademischen Grad eines Diplom-Ingenieurs. Nach vorübergehender Tätigkeit bei der Brückenbauanstalt Rheinhausen der Fried. Krupp AG war er von 1920 bis 1923 wissenschaftlicher Mitarbeiter an der Technischen Hochschule München, an der er 1923 zum Doktor-Ingenieur promoviert wurde. Noch im gleichen Jahr kehrte er in die Industrie zurück. Er war 1923 erneut bei der Krupp-Brückenbauanstalt, 1925 in Brod und 1930 bei den Schichau-Werken in Elbing beschäftigt. Von 1933 bis 1945 lehrte er als ordentlicher Professor für Brücken- und Stahlbau an der Technischen Hochschule Danzig. Nach Ende des Zweiten Weltkriegs ließ er sich zunächst als beratender Ingenieur in Schwetzingen nieder. Zuletzt war er ordentlicher Professor für Brückenbau an der Technischen Hochschule Karlsruhe. 1958 wurde er emeritiert.